# Jakob Hlasek

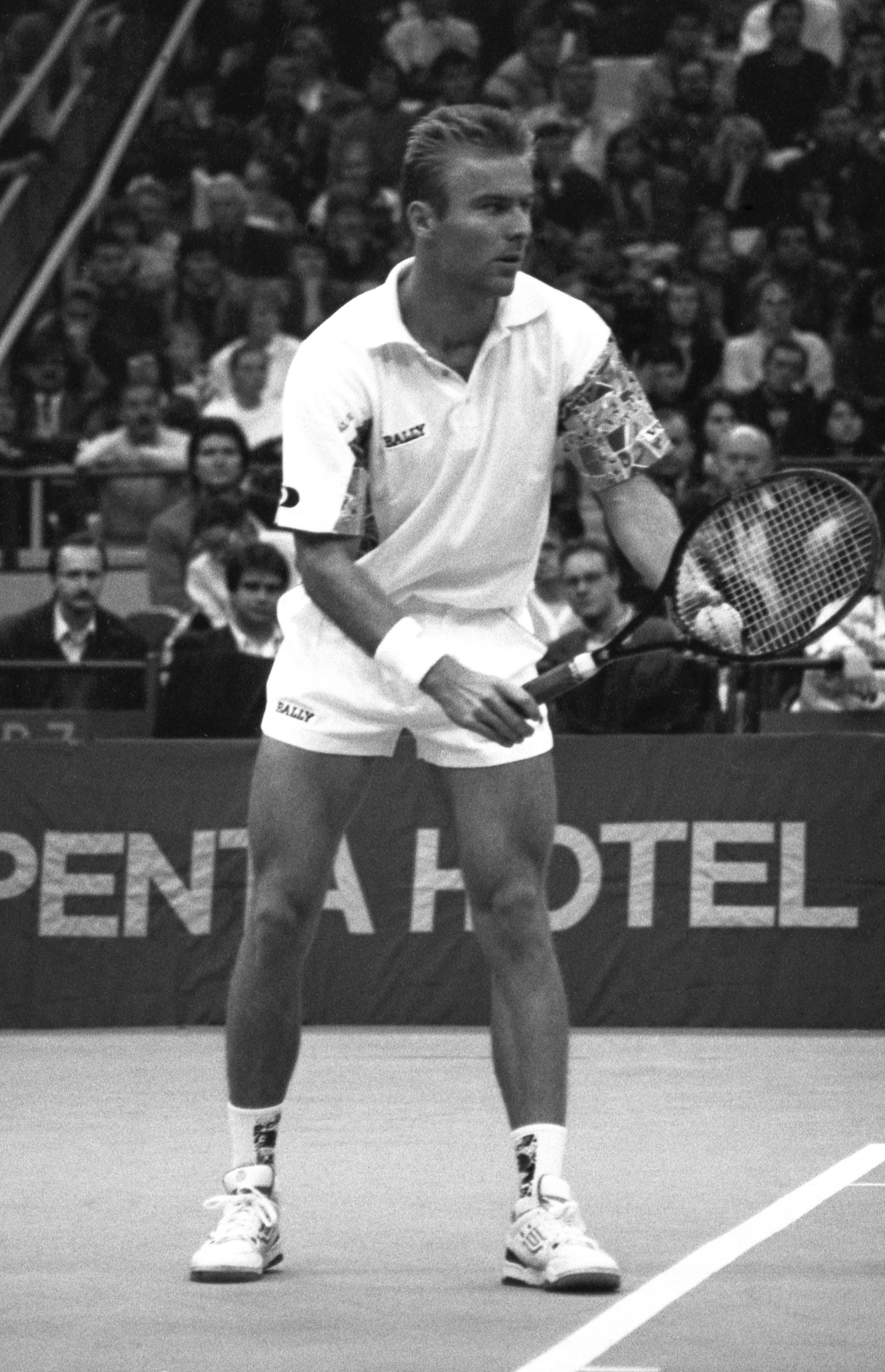
1991

Jakob Hlasek (Praga, Checoslovaquia, 12 de noviembre de 1964) es un exjugador de tenis de Suiza.
Los mayores éxitos en la carrera de Hlasek llegaron en 1992. Ganó el torneo de Roland Garros en la modalidad de dobles (haciendo pareja con su compatriota Marc Rosset). También fue miembro del equipo suizo que llegó en 1992 a la final de la Copa Davis (donde fueron vencidos por Estados Unidos) y que ganó en 1992 la Copa Hopman. 
Un éxito furtivo para su país llegó en 1996, cuando Hlasek fue miembro del equipo suizo que ganó la Copa Mundial por Equipos. 
Durante su carrera Hlasek ganó cinco torneos de alto nivel en individuales y 20 en dobles. Su mejor puesto en el ranking fue N.º 7, y la mejor en dobles N.º 4 (ambos en 1989). En premios totalizó US$ 5 895 293.

## Finales de Grand Slam

### Campeón Dobles (1)
| Año  | Torneo        | Pareja      | Oponentes en la final        | Resultado         |
| 1992 | Roland Garros | Marc Rosset | David Adams Andrei Olhovskiy | 7-6(4) 6-7(3) 7-5 |

### Finalista Dobles (1)
| Año  | Torneo        | Pareja     | Oponentes en la final           | Resultado |
| 1996 | Roland Garros | Guy Forget | Yevgeny Kafelnikov Daniel Vacek | 2-6 3-6   |

## Títulos Dobles(20)
| Leyenda              |
| Grand Slam (1)       |
| Copa de Maestros (1) |
| ATP Masters (2)      |
| Torneos ATP (16)     |

| Títulos por superficie |
| Dura (7)               |
| Cemento (3)            |
| Pasto (1)              |
| Arcilla (9)            |

| No. | Fecha                    | Torneo                             | Superficie | Pareja             | Oponente en la final                 | Marcador           |
| 1.  | 14 de octubre de 1985    | Toulouse, Francia                  | Dura (i)   | Ricardo Acuña      | Pavel Složil Tomáš Šmíd              | 3–6, 6–2, 9–7      |
| 2.  | 21 de abril de 1986      | Niza, Francia                      | Arcilla    | Pavel Složil       | Gary Donnelly Colin Dowdeswell       | 6–3, 4–6, 11-9     |
| 3.  | 9 de noviembre de 1987   | París, Francia                     | Cemento    | Claudio Mezzadri   | Scott Davis David Pate               | 7–6, 6–2           |
| 4.  | 10 de octubre de 1988    | Basilea, Suiza                     | Dura (i)   | Tomáš Šmíd         | Jeremy Bates Peter Lundgren          | 6–3, 6–1           |
| 5.  | 20 de febrero de 1989    | Milán, Italia                      | Cemento    | John McEnroe       | Heinz Günthardt Balázs Taróczy       | 6–3, 6–4           |
| 6.  | 20 de marzo de 1989      | Indian Wells, Estados Unidos       | Hard       | Boris Becker       | Kevin Curren David Pate              | 7–6, 7–5           |
| 7.  | 3 de abril de 1989       | Miami, Estados Unidos              | Dura       | Anders Järryd      | Jim Grabb Patrick McEnroe            | 6–3, ret.          |
| 8.  | 13 de noviembre de 1989  | Wembley, Inglaterra                | Cemento    | John McEnroe       | Jeremy Bates Kevin Curren            | 6–1, 7–6           |
| 9.  | 26 de febrero de 1990    | Stuttgart, Alemania                | Cemento    | Guy Forget         | Michael Mortensen Tom Nijssen        | 6–3, 6–2           |
| 10. | 18 de junio de 1990      | Rosmalen, Holanda                  | Pasto      | Michael Stich      | Jim Grabb Patrick McEnroe            | 7–6, 6–3           |
| 11. | 27 de agosto de 1990     | Long Island, Estados Unidos        | Dura       | Guy Forget         | Udo Riglewski Michael Stich          | 2–6, 6–3, 6–4      |
| 12. | 15 de octubre de 1990    | Tokio, Japón                       | Cemento    | Guy Forget         | Scott Davis David Pate               | 7–6, 7–5           |
| 13. | 29 de octubre de 1990    | Estocolmo, Suecia                  | Moqueta    | Guy Forget         | John Fitzgerald Anders Järryd        | 6–4, 6–2           |
| 14. | 25 de noviembre de 1990  | Tennis Masters Cup, Sanctuary Cove | Dura       | Guy Forget         | Emilio Sánchez Sergio Casal          | 6–4, 7–6, 5–7, 6–4 |
| 15. | 30 de septiembre de 1991 | Basilea, Suiza                     | Dura (i)   | Patrick McEnroe    | Petr Korda John McEnroe              | 3–6, 7–6, 7–6      |
| 16. | 18 de mayo de 1992       | Rome, Italia                       | Arcilla    | Marc Rosset        | Wayne Ferreira Mark Kratzmann        | 6–4, 3–6, 6–1      |
| 17. | 8 de junio de 1992       | French Open, París                 | Arcilla    | Marc Rosset        | David Adams Andrei Olhovskiy         | 7–6, 6–7, 7–5      |
| 18. | 26 de octubre de 1992    | Lyon, Francia                      | Cemento    | Marc Rosset        | Neil Broad Stefan Kruger             | 6–1, 6–3           |
| 19. | 24 de octubre de 1994    | Lyon, Francia                      | Cemento    | Yevgeny Kafelnikov | Martin Damm Patrick Rafter           | 6–7, 7–6, 7–6      |
| 20. | 23 de octubre de 1995    | Lyon, Francia                      | Cemento    | Yevgeny Kafelnikov | John Laffnie De Jager Wayne Ferreira | 6–3, 6–3           |

### Finalista (15)
| No. | Fecha                    | Torneo                           | Superficie | Pareja                 | Oponente en la final             | Marcador      |
| 1.  | 17 de septiembre de 1984 | Tel Aviv, Israel                 | Dura       | Colin Dowdeswell       | Peter Doohan Brian Levine        | 6–3, 6–4      |
| 2.  | 25 de noviembre de 1985  | Hong Kong                        | Dura       | Tomáš Šmíd             | Brad Drewett Kim Warwick         | 6–3, 4–6, 6–2 |
| 3.  | 13 de octubre de 1986    | Toulouse, Francia                | Dura (i)   | Pavel Složil           | Miloslav Mečíř Tomáš Šmíd        | 6–2, 3–6, 6–4 |
| 4.  | 27 de febrero de 1989    | Lyon, Francia                    | Cemento    | John McEnroe           | Eric Jelen Michael Mortensen     | 6–2, 3–6, 6–3 |
| 5.  | 6 de noviembre de 1989   | París, Francia                   | Cemento    | Eric Winogradsky       | John Fitzgerald Anders Järryd    | 7–6, 6–4      |
| 6.  | 15 de julio de 1991      | Gstaad, Suiza                    | Arcilla    | Guy Forget             | Gary Muller Danie Visser         | 7–6, 6–4      |
| 7.  | 21 de octubre de 1991    | Viena, Austria                   | Cemento    | Patrick McEnroe        | Anders Järryd Gary Muller        | 6–4, 7–5      |
| 8.  | 17 de febrero de 1992    | Bruselas, Bélgica                | Cemento    | Guy Forget             | Boris Becker John McEnroe        | 6–3, 6–2      |
| 9.  | 2 de mayo de 1994        | Madrid, España                   | Arcilla    | Jean-Philippe Fleurian | Rikard Bergh Menno Oosting       | 6–3, 6–4      |
| 10. | 25 de julio de 1994      | Washington D. C., Estados Unidos | Dura       | Jonas Björkman         | Grant Connell Patrick Galbraith  | 6–4, 4–6, 6–3 |
| 11. | 27 de marzo de 1995      | San Petersburgo, Rusia           | Cemento    | Yevgeny Kafelnikov     | Martin Damm Anders Järryd        | 6–4, 6–2      |
| 12. | 16 de octubre de 1995    | Tokio, Japón                     | Cemento    | Patrick McEnroe        | Jacco Eltingh Paul Haarhuis      | 7–6, 6–4      |
| 13. | 4 de marzo de 1996       | Milán, Italia                    | Moqueta    | Guy Forget             | Andrea Gaudenzi Goran Ivanišević | 6–4, 7–5      |
| 14. | 13 de mayo de 1996       | Hamburgo, Alemania               | Arcilla    | Guy Forget             | Mark Knowles Daniel Nestor       | 6–2, 6–4      |
| 15. | 10 de junio de 1996      | Roland Garros, París             | Arcilla    | Guy Forget             | Yevgeny Kafelnikov Daniel Vacek  | 6–2, 6–3      |